# Henry L. Mitchell

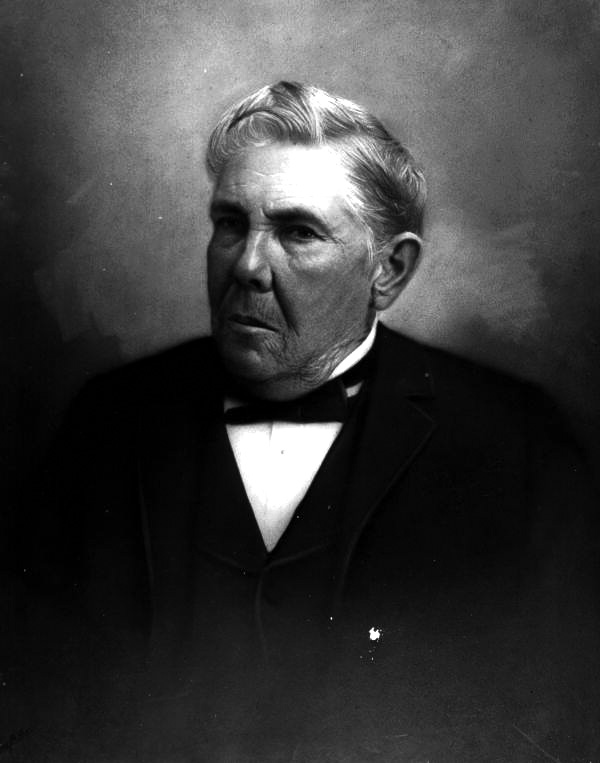
Henry L. Mitchell

Henry Laurens Mitchell, född 3 september 1831 i Jefferson County, Alabama, död 14 oktober 1903 i Tampa, Florida, var en amerikansk demokratisk politiker och jurist. Han var guvernör i delstaten Florida 1893-1897.
Mitchell studerade juridik och inledde 1849 sin karriär som advokat. Han deltog i amerikanska inbördeskriget i Amerikas konfedererade staters armé.
Mitchell tjänstgjorde som domare i Floridas högsta domstol 1888-1891. Han efterträdde 1893 Francis P. Fleming som guvernör i Florida. Han efterträddes fyra år senare av William D. Bloxham.
Mitchell var frimurare. Hans grav finns på Oaklawn Cemetery i Tampa.